# Just for Fun
Just for Fun: The Story of an Accidental Revolutionary (укр. Просто для втіхи: Історія несподіванного революціонера) — це автобіографія Лінуса Торвальдса, автора ядра Лінукс, написана у співавторстві з журналістом Давидом Даймондом (David Diamond). Книга пояснює Лінусове бачення самого себе, руху вільного програмного забезпечення та розробки ядра Лінукс.

## Зміст
Якось Лінус Торвальдс був худорлявим безвісним, одним з придуркуватих гельсинських технарів, які порпалися в комп’ютерах з дитинства. Потім він написав переломне ядро операційної системи і почав поширювати його через інтернет безкоштовно. Сьогодні Торвальдс — міжнародний герой у очах людей. І його творінням користуються понад 12 мільйонів людей, підприємства, такі як IBM.

Хоча програмне забезпечення Лінуса було й справді переломним, воно не було повною операційною системою, і він це визнавав. Вклад Лінуса до операційної системи — це її ядро, “Лінукс”. Операційна система як ціле, написана як сотні окремих проектів, багато з яких під крилом проекту GNU, пізніше стала багатьом відома як “Лінукс”.

Зараз у розповідях, які зі свистом поширюються з швидкістю електронної пошти, Торвальдс дає історію свого відступницького ПЗ, щиросердно проявляючи меткий розум генія. Результат — захопливий опис людини з революційним баченням, яка кидає виклик нашим цінностям і, мабуть, змінить наш світ.

Просто для втіхи перекладена багатьма мовами, включаючи першу офіційну мову батьківщини Лінуса фінську, а пізніше його рідну шведську (Лінус є членом шведомовної меншини у Фінляндії). Ядро, розпочате й сьогодні підтримуване для втіхи Лінусом, зараз є частиною операційної системи, що використовується понад 60-ма мільйонами людей на робочому столі чи ще більше у службах всесвітніх тенет.

## Редакції
- ISBN 0-06-662072-4: Тверда обкладинка (2001)
- ISBN 0-06-662073-2: Паперова обкладинка (2001)
- ISBN 0-694-52539-1: Аудіо касета (скорочено) (2001)
- ISBN 0-694-52544-8: Аудіо CD (скорочено) (2001)